# Un beau voyou
Pour plus de détails, voir Fiche technique et Distribution.
Un beau voyou est une comédie policière française réalisée par Lucas Bernard et sortie le 2 janvier 2019.

## Synopsis
Le commissaire Beffrois attend la retraite avec un enthousiasme mitigé quand un vol de tableau retient son attention. Est-ce l'élégance du procédé ? L’audace du délit ? La beauté de l’œuvre volée ? Beffrois se lance à la recherche d’un voleur atypique, véritable courant d’air, acrobate à ses heures.

## Fiche technique
- Titre : Un beau voyou
- Réalisation et scénario : Lucas Bernard
- Photographie : Alexandre Leglise
- Montage : Valentin Durning
- Musique : Christophe Danvin
- Décors : Émilie Ferrenq et Jean-Baptiste Viatte
- Costumes : Julie Miel
- Production : Florian Môle
- Société de production : Les Grands Espaces ; coproduction : France 3 Cinéma
- Société de distribution : Pyramide Distribution
- Pays de production :  France
- Genre : comédie policière
- Durée : 90 minutes
- Dates de sortie :
  - France : 4 octobre 2018 Saint-Jean-de-Luz) ; 2 janvier 2019 (sortie nationale)

## Distribution
- Charles Berling : le commissaire Marc Beffrois
- Swann Arlaud : François Albagnac, dit Bertrand ou Antoine
- Jennifer Decker : Justine
- Jean-Quentin Châtelain : Charles
- Erick Deshors : Berlaud
- Anne Loiret : Mme Maupas
- Pierre Aussedat : Étienne
- Marina Moncade : Nicole
- Christian Benedetti : Georges
- Alassane Diong : le petit cambrioleur

## Production

### Tournage
- Le groupe sculpté que l'on remarque dans le hall d'entrée de l'immeuble où se trouve la chambre de Bertrand, au no 2 de la Rue Turgot, est un groupe en marbre Pan et la leçon de flûte de Théodore-Martin Hébert. On retrouve ce même lieu dans le film C'est quoi cette famille ?!, de Gabriel Julien-Laferrière, sorti en 2016.

## Accueil
- Première réalisation pour Lucas Bernard dont le film semble n'avoir bénéficié que d'une faible distribution : 57 986 entrées en salles et une rentabilité de 17 %[1].